# تامی اسمارت
تامی اسمارت (به انگلیسی: Tommy Smart) بازیکن فوتبال زادهٔ ۲۰ سپتامبر ۱۸۹۶ اهل کشور انگلستان که سابقهٔ بازی در تیم ملی فوتبال انگلستان را در کارنامهٔ خود دارد. وی در تاریخ ۹ آوریل ۱۹۲۱ نخستین بازی ملی خود را در مقابل تیم ملی فوتبال اسکاتلند انجام داد و با حضور در ۵ بازی ملی، در تاریخ ۲۰ نوامبر ۱۹۲۹ واپسین بازی ملی‌اش را در برابر تیم ملی فوتبال ولز برگزار کرد.